# Pino Cerami
Giuseppe Cerami, conhecido como Pino Cerami foi um ciclista belga, nascido em 1922 em Misterbianco em Itália. Uniu-se ao pelotão profissional em 1946. Se nacionalizó belga a 16 de março de 1956.
Seu melhor ano foi em 1960 ganhando a Paris Roubaix e a Flecha Valona, bem como uma terceira praça nos campeonatos do mundo. É, a dia de hoje, o ciclista mais longevo em ganhar uma etapa do Tour de France, façanha conseguida em sua última temporada em activo, em 1963, ao ganhar a 9.ª etapa. Contava então 41 anos e 92 dias.
Desde 1964, organiza-se o G. P. Pino Cerami em Bélgica em honra a este ciclista.
Faleceu a 20 de agosto de 2014 aos 92 anos.

## Palmarés
| - 1951 - 2 etapas da Volta à Bélgica - Tour de Doubs - 1954 - 2 etapas da Volta a Europa - 1955 - 1 etapa do Tour de l'Ouest 1957 - Volta à Bélgica, mais 1 etapa - 1958 - 1 etapa do Tour de Picardie | - 1959 - 1 etapa do Tour do Luxemburgo - 1960 - Paris Roubaix - Flecha Valona - 3.º no Campeonato Mundial em Estrada - 1961 - Flecha Brabanzona - Paris-Bruxelas - 1963 - 1 etapa do Tour de France |

## Resultados nas grandes voltas
| Corrida            | 1948 | 1949 | 1950 | 1951 | 1952 | 1953 | 1954 | 1955 | 1956 | 1957 | 1958 | 1959 | 1960 | 1961 | 1962 | 1963 |
| ------------------ | ---- | ---- | ---- | ---- | ---- | ---- | ---- | ---- | ---- | ---- | ---- | ---- | ---- | ---- | ---- | ---- |
| Giro d'Italia      | -    | 24.º | -    | -    | -    | -    | -    | -    | Ab.  | -    | -    | -    | -    | -    | -    | -    |
| Tour de France     | -    | Ab.  | -    | -    | -    | -    | -    | -    | -    | 35.º | Ab.  | -    | -    | -    | 81.º | Ab.  |
| Volta a Espanha    | -    | -    | -    | -    | -    | -    | -    | -    | -    | -    | -    | -    | -    | -    | -    | -    |
| Mundial em Estrada | -    | -    | -    | -    | -    | -    | -    | -    | -    | -    | -    | -    | 3.º  | Ab.  | -    | 28.º |

-: não participa

Ab.: abandono